# Ota Zaremba
Ota Zaremba (n. 22 aprilie 1957, Havířov, Moravia-Silezia, Cehia) este un halterofil ce a reprezentat Cehoslovacia, medaliat olimpic. A participat la o ediție a Jocurilor Olimpice (1980) în care a câștigat o medalie de aur.

## Participări
Lista de mai jos prezintă principalele competiții la care a participat Ota Zaremba de-a lungul carierei.
- weightlifting at the 1980 Summer Olympics – men's 100 kg[*]